# جيم هاريسون (كاتب)
جيم هاريسون (بالإنجليزية: Jim Harrison)‏ هو رسام وفنان وكاتب ومصور أمريكي، ولد في 12 يناير 1936، وتوفي في 18 يونيو 2016.

## وصلات خارجية
- جيم هاريسون على موقع ميوزك برينز (الإنجليزية)